# 天花
天花（英語：smallpox）是一種由天花病毒引起之人類傳染病。患者一般在染病後的12天內，出現包括發燒、肌肉疼痛、頭痛等近似普通感冒的症狀。幾天後，口咽部分的粘膜會長出紅點，身體多處地方亦會長出皮疹（以臉部居多）。天花病毒共有兩類：主天花病毒及次天花病毒。根據患者的病情發展，由前者引發之天花又被劃分為四種形式：典型、惡性、出血型、緩和型。其中，多數未曾接種疫苗者均會出現典型天花的症狀。次天花病毒引起之病變程度比上述四種都要溫和，但卻非常罕見。
天花主要透過空氣傳播。患者的呼吸道與皮膚皰疹分泌物均載有病毒，故避免與其近距離接觸可減低患病的風險。多種痘病毒疾病的病癥均與天花的如出一轍。專家需利用絨毛尿囊膜進行病毒培植以確定天花病毒的存在，聚合酶鏈式反應及限制性片段長度多態性測試可提供更多病毒的細節。接種天花疫苗為預防此病的最佳方法。目前並沒有認可的抗天花藥物。一旦出現確診病例，醫護人員會為病人注射疫苗提升免疫保護，有時亦會配以舒緩性療法加大療效。天花病毒不會造成慢性或復發性感染，但會導致各類併發症或後遺症（如失明）。不同類型的天花所引發的病死率不一；最為常見的典型天花約奪取了三成病患者的性命。
古埃及或許為天花的起源地。已死去逾三千年的法老拉美西斯五世可能是史上已知最早的天花病人，專家在其木乃伊身上找到了明顯的膿皰痕跡。早期的印度及中國文獻亦有記載這種疾病。在隨後的漫長歲月裡，天花於世界多個地方展開大流行，並奪取了無數人類的性命（尤其是兒童）。歷史上，有不少國家的君王及著名人物均染上過天花。19至20世紀期間，多番的防疫行動減低了此病對群眾的威脅。最終，世界衛生組織在1980年5月8日正式宣布撲滅天花，使之成為首個於世上絕跡的人類傳染病。

## 臨床分類
天花主要有兩種臨床表現形式。常見的主天花病毒（Variola major）會引發較為嚴重的病癥：病人身體各部位均會長出皮疹，發燒的程度亦較為嚴重。反之，由次天花病毒（Variola minor）所引起的症狀則較為溫和但罕見。某些曾接種疫苗的患者只發燒而不長出皮疹，此乃另一種臨床表現形式，被稱之為“無疹天花（Variola sine eruptione）”。鉴定这种天花的方法有：抗体法和病毒分离法，但是后者罕为使用。除此，無症狀的天花感染者同樣只屬個別例子。

## 病癥與症狀

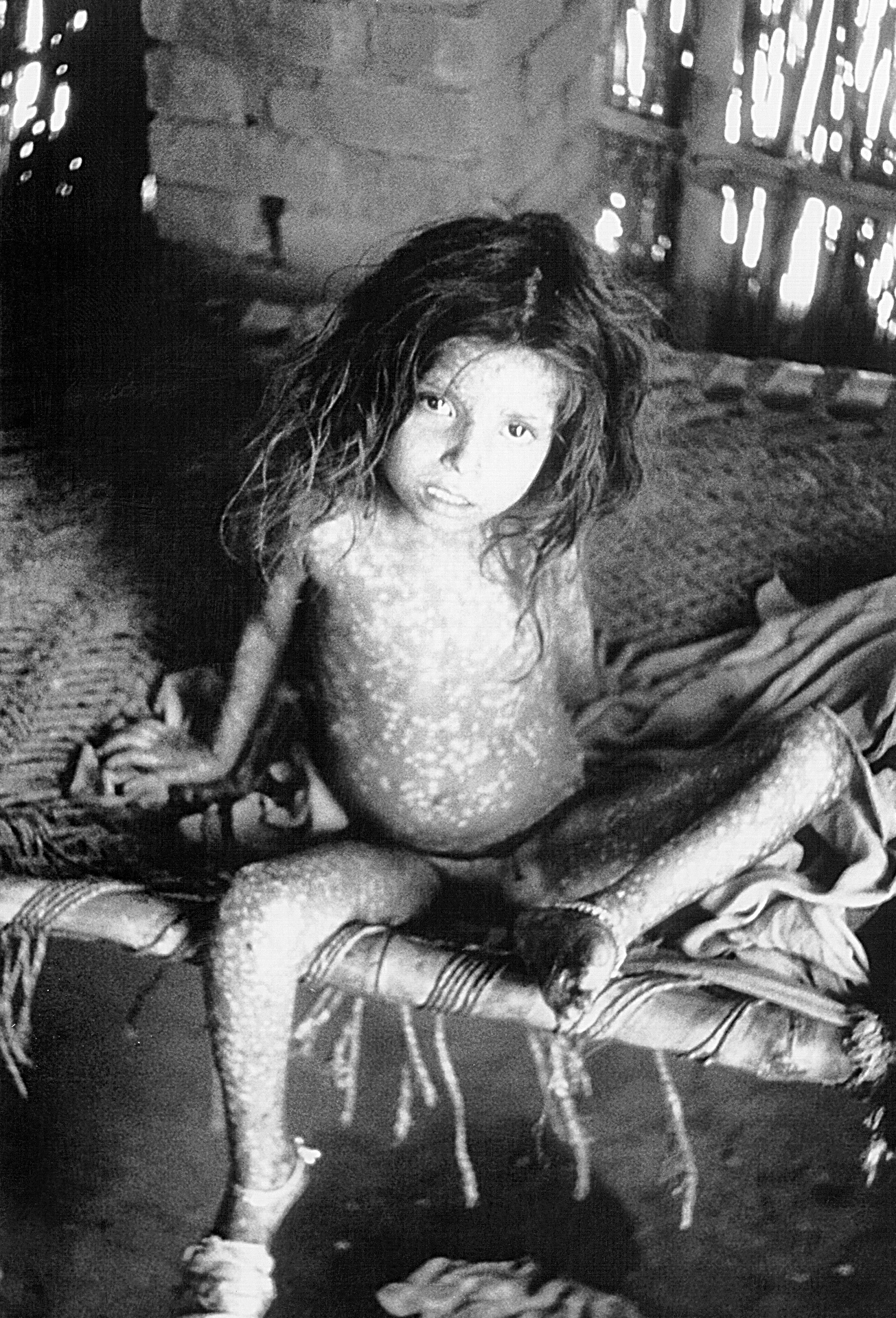
一名罹患典型天花的小童。

天花的潛伏期大約為12天。一旦進入呼吸道，病毒會首先襲擊口咽或呼吸系統表面的粘膜，然後入侵淋巴結並進行增生。在起始階段，病人的細胞看似沒有受到破壞，但大約在受感染後的第12天，這些細胞會破裂以致血液內的病毒數量驟升（此稱之為病毒血症），而第二波的病毒增生也會在脾臟、骨髓及淋巴結內發生。與此同時，病人會出現與一般感冒相似的早期症狀：發燒（往往高達甚至超越 38.3 °C（101 °F））、肌肉疼痛、頭痛等。由於消化系統也受到影響，故噁心及嘔吐也是常見症狀之一。到了第15天，首個表面徵象出現：病人的口腔、舌頭、顎部及喉嚨上的粘膜會出現微紅色的小點。與此同時，他們的體溫會下降至正常標準。這些紅點其後迅速增大並破裂，釋放大量病毒於唾液中。
天花病毒主要侵襲皮膚細胞，故病人通常都會在紅點出現後的1至2天內進入皮膚病變的階段。前額首當其衝出現皮疹。皮疹後會擴散至整個臉部、四肢的近端位置及軀幹，最後是四肢的遠端部位。整個過程持續不超過36小時。這時，主天花病毒患者的病情發展有四種可能，他們其後會出現典型、緩和型、惡性或出血型四類天花中其中一種的症狀。

### 典型

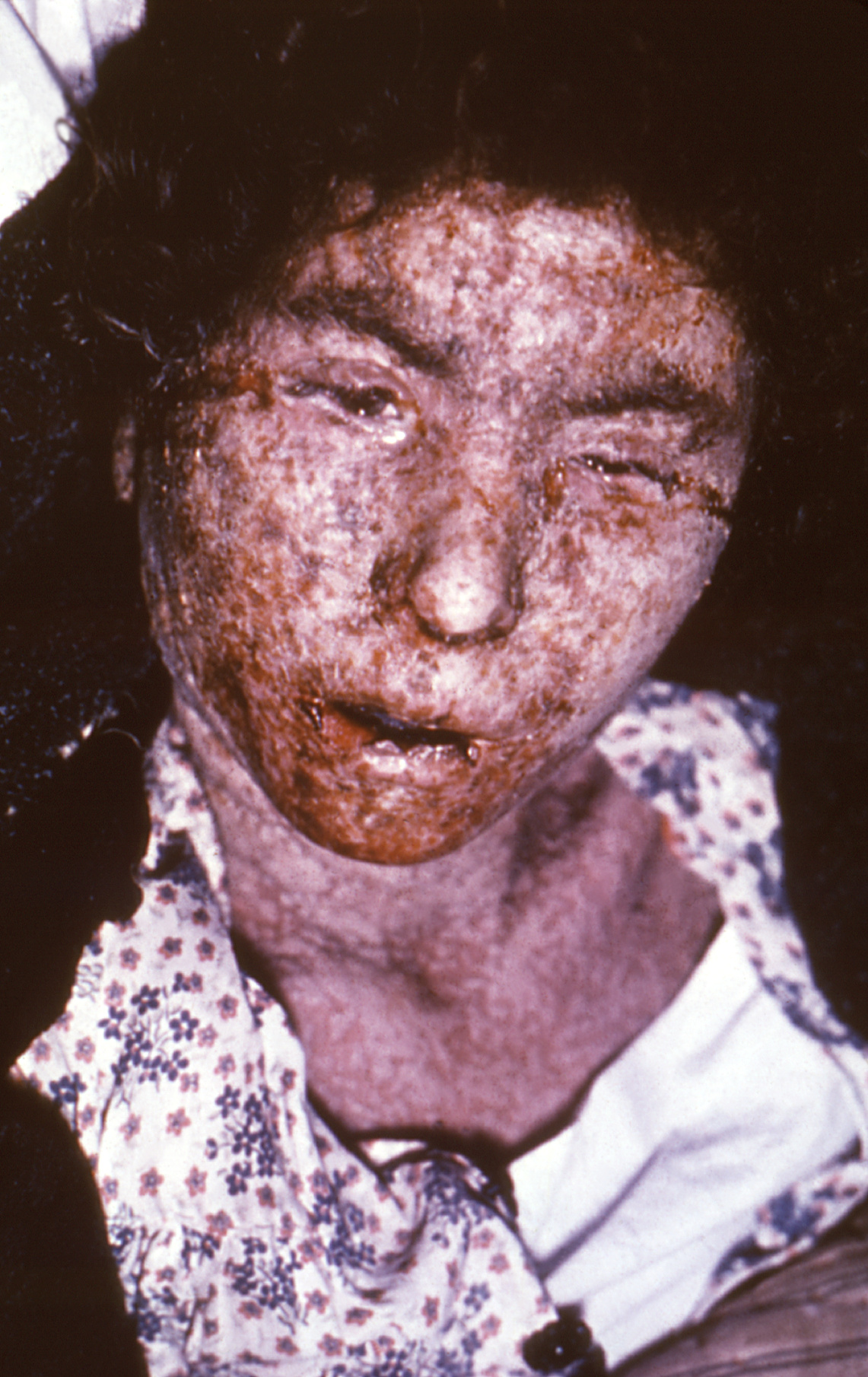
一名出現融合性斑丘疹的典型天花患者。此女病人來自意大利（1965年）。

逾九成不曾接種疫苗的天花患者均為典型天花病人。他們的皮疹在第二天變為丘疹。一至兩天後，這些丘疹會充滿乳白色的液體，成為水泡。液體會在48小時內變得渾濁，使之看似膿疱（但裡面充斥的是組織物而非膿液）。到了第六至第七天，所有的皮疹均蛻變成這些圓形膿疱，並在三天內增長至最大體積。裡面的液體會漸漸外流至所有膿疱都消退、乾化及結痂為止，這通常為時兩週。兩至四天後，這些佈滿全身的痂開始脫落，留下會造成色素脫失的疤痕。
典型天花又可分為三大類：不連續病變型、半融合型及融合型。約有六成的患者屬於第一類別，他們身上的皮疹以至於之後長出的膿疱都是離散及不相連的，皮疹密度最高的地方是臉，其次為四肢（又以近端位置較多）及軀幹，而掌心及腳心亦會受到影響。少數患者身上的水泡會出現融合的狀況，成為扎根深至皮下肌肉的片狀物。半融合型病人只有臉部會長出融合性皮疹，但融合型病人的臉部和前臂都會出現這些融合性疹子，他們的發燒期也較長，部分病人的病毒血症在膿疱結痂後仍無法結束。這些融合型天花患者的病情較一般狀態的嚴重。

### 緩和型
緩和型天花主要出現於曾接種疫苗的患者身上。這個形式的天花同樣會導致早期症狀及皮膚病變，但嚴重的程度較低。緩和型天花病人的皮疹數量較低且分佈不均，蛻變與康復的速度較快，死亡的機會也較低。人們常把這種天花與水痘混淆。

### 惡型
大約有5-10%的天花患者出現惡性天花的症狀，當中又以兒童居多（佔了72%）。目前尚未清楚出現這種天花的原因。惡性天花導致的早期症狀非常嚴重，病人會出現血毒症並持續發燒；他們的舌頭及顎部廣泛被紅點覆蓋，皮疹蛻變的速度緩慢。惡性天花引起的水泡只含少量液體，而且非常柔軟及敏感，有時還會滲血。它們在七至八天後變平（故又被稱作“扁平型天花”），看似藏到了皮下。惡性天花往往致命。

### 出血型

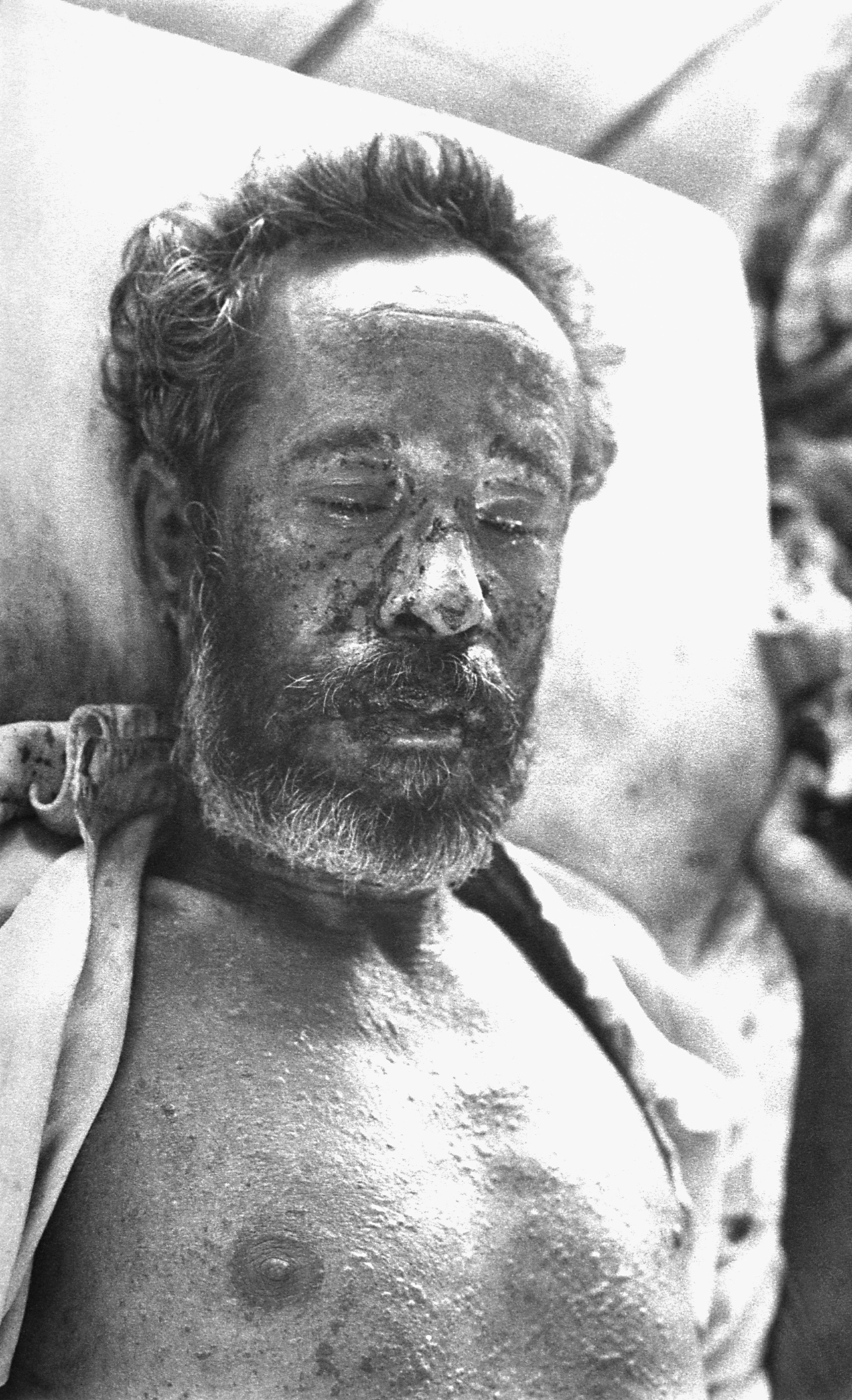
一名罹患出血型天花的男子（其病情危殆）。

出血型天花患者的人數比惡性天花的少，只佔了整體的2%，並以成年人居多。早期的症狀為突發性。病人在發病後的2至3天內會出現出血的現象，故其眼白會變紅，皮膚會出現暗淡的紅斑、瘀點，後呈焦黑色，故稱之黑天花（英語：black pox）。脾臟、腎臟及漿膜也是常見的出血處（肝臟、睾丸、卵巢或膀胱在極少情況下也受到影響）。與此同時，患者體內的抗凝血酶數量隨著凝血因子的下降而上升。病人會在極少病癥的預示下，於病發後的5-7天內突然死亡。那些在8-10天後仍然存活的病人則會出現後期症狀，他們會有血小板持續下降及抗凝血酶持續上升的狀況。出血型天花同樣往往致命。

## 病源

### 病毒概論
天花是由隸屬痘病毒科的天花病毒引起，與猴痘病毒同屬正痘病毒屬）。在自然情況下，其只能感染人類。
關於這種病毒的起源，至今尚未有一個結論。專家利用不同的化石證據，以分子時鐘法推算出不同的結果。其有可能是在68,000至16,000年前，由囓齒動物病毒演化而來；也可能是在三至四千年前，從沙鼠痘病毒中分離而來（此正好與首名天花患者的生活時期吻合）。不過，後者的前設是這類病毒的突變率與疱疹病毒科的成員相若；若去掉這個假設，天花病毒最早的分離時間會推前至五萬年前。由於現存的考古學證據仍為支離破碎，故沒有人能給予一個清晰的答案。
天花病毒是一種大型、呈磚狀、具單線雙螺旋去氧核糖核酸基因組的病毒。它們的大小介乎於302-350乘以244-270納米之間。其基因組則具備186,000個鹼基對，兩端皆有莖環。病毒包膜是由已改良、含病毒性多肽（如：血球凝集素）的高爾基膜所組成。天花病毒共有兩類：主天花病毒（Variola major）及次天花病毒（Variola minor）。這兩類病毒均能在宿主身上引發同時可以對抗另一者的免疫反應。
不同的痘病毒具有不同的生命週期及致病機理。與其他的去氧核糖核酸病毒不同，它們是在宿主的細胞質而非細胞核內進行自我複製及製造獨特的核糖核酸聚合酶。

### 傳播途徑
天花是一種具高度傳染性的疾病，其主要透過空氣傳播。患者的口、鼻、咽之分泌物均載有病毒，而長時期的面對面近距離接觸（1.8米範圍之內）是人傳人的主因。直接觸碰病人的體液或近期受污染的醫療用品也具有一定的風險。不過，甚少有人因吸入了封閉空間（如：車廂、房間）裡載有病毒的空氣而染病，因為病毒無法長時間於空氣中存活。病毒能穿透胎盤，但只有極少數的人罹患先天性天花。出現皮膚病變不逾一週的病人最具傳染性；隨著病情發展，病毒的數量會逐步減少。話雖如此，直到最後一顆皰疹退落前，天花患者還是有可能散播病毒。天花並非人畜共患病，目前亦沒有發現天花的自然帶原者。在溫帶地區，天花傳播的高峰期在春、冬兩季；熱帶地區則沒有明顯的傳播季節。

## 預防方法

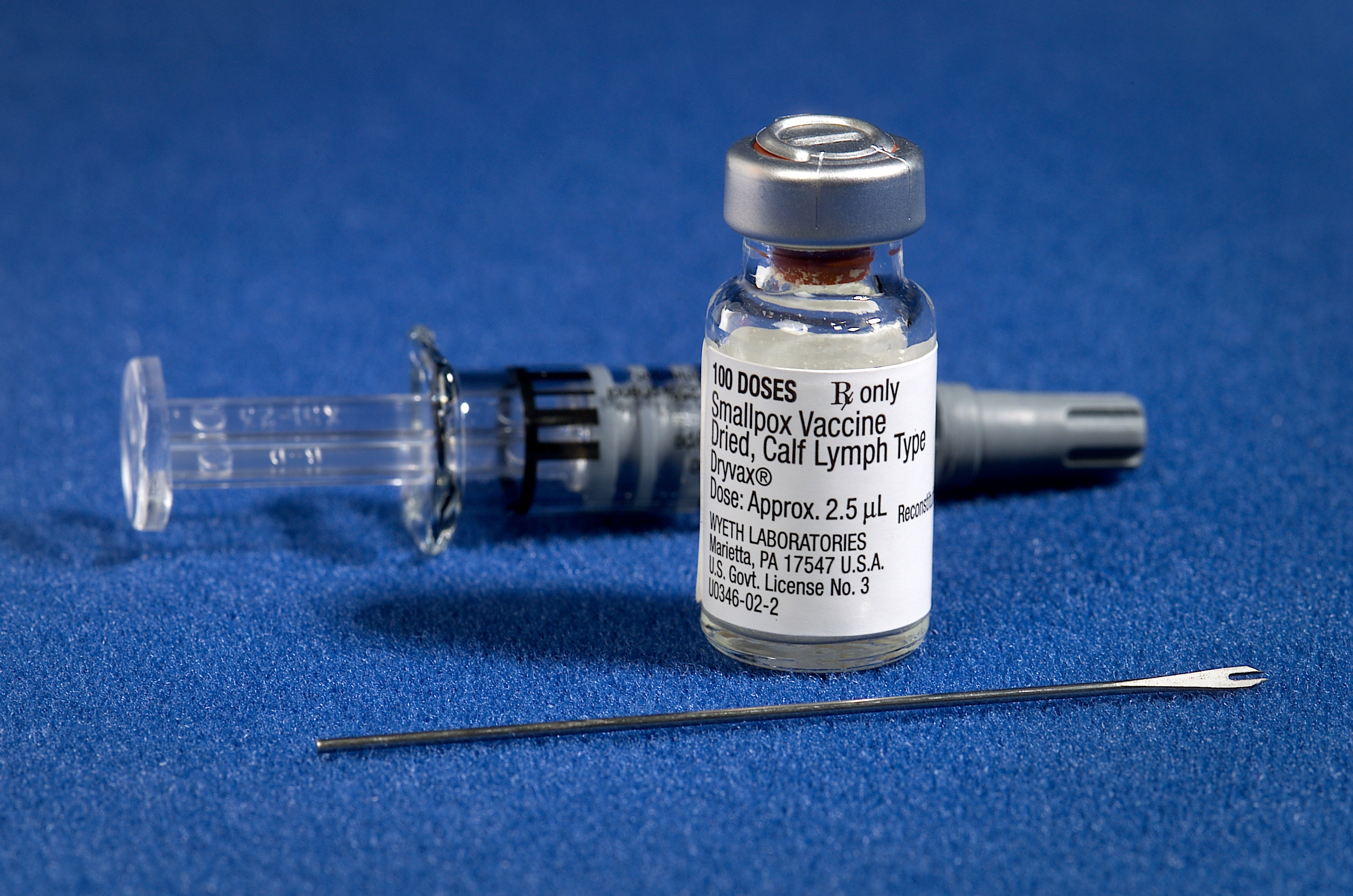
現代型天花疫苗組件（稀釋液、痘苗病毒液、岔針）。

最早出現的天花預防法為接種（又被稱之為“人痘接種術”以便與後來出現的天花疫苗加以區分）。根據為數甚少的梵語文獻記載，古印度早於公元前1,000年採用了這個方法。接種者吸入已被磨成粉末的皮痂，或使用沾有這些皮痂的利器刮破皮膚。中國則最早於公元10世紀（北宋时期）開始採用接種法；到了16世紀（明朝）已是深入人心。成功接種的人可建立持久的免疫力，因患上天花而死的機會亦會降低；若失敗，接種者會染上天花，並可能散播病毒。

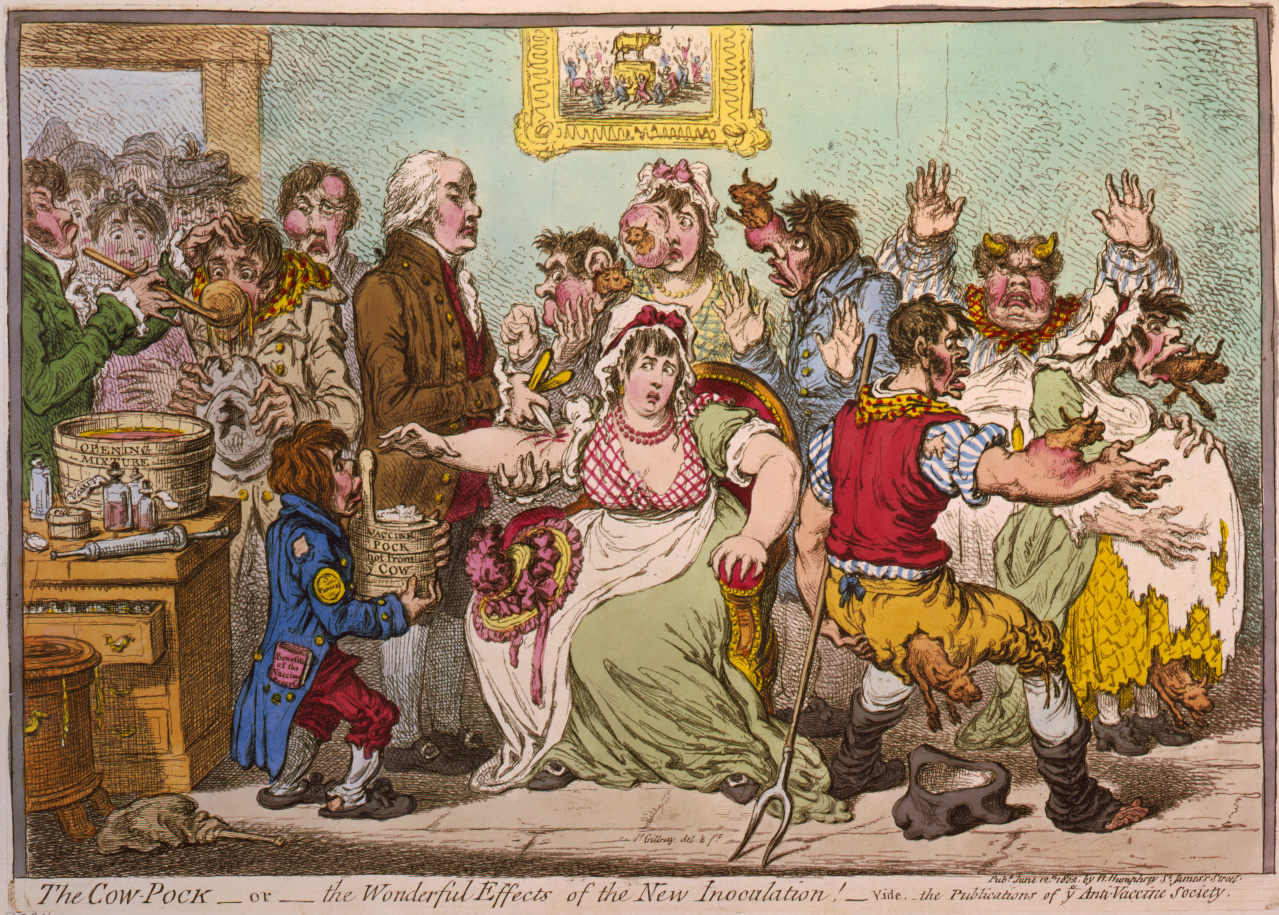
1802年的一幅評論式漫畫，內容顯示接種牛痘的人傷口長出了公牛。此旨在批評愛德華·詹納利用疫苗預防天花的做法。

這種預防天花的方法後來被加以改善。瑪麗·沃特利蒙塔古夫人到訪鄂圖曼帝國後，對接種法深感興趣。她在信中記下了詳細的操作步驟，並於1718年在英格蘭大肆宣揚。科頓·馬瑟及其團隊在波士頓給上百人進行了接種，但因而引起了社會爭議。後來，居住在格洛斯特郡柏克萊（英格蘭郊區）的愛德華·詹納醫生發現了牛痘（一種對人類較為溫和的痘病毒）能用以預防天花。他將此物質命名為“疫苗”（英文為，取自拉丁文中意指“牛”的一字）。疫苗比人痘接種術要安全，因為使用者沒有患上天花的風險。這個消息流通了全世界。後來疫苗中的牛痘病毒換成了更有效的痘苗病毒（與牛痘及天花隸屬同一病毒科）。至於痘苗病毒是如何取代了牛痘則沒有詳細的記載。

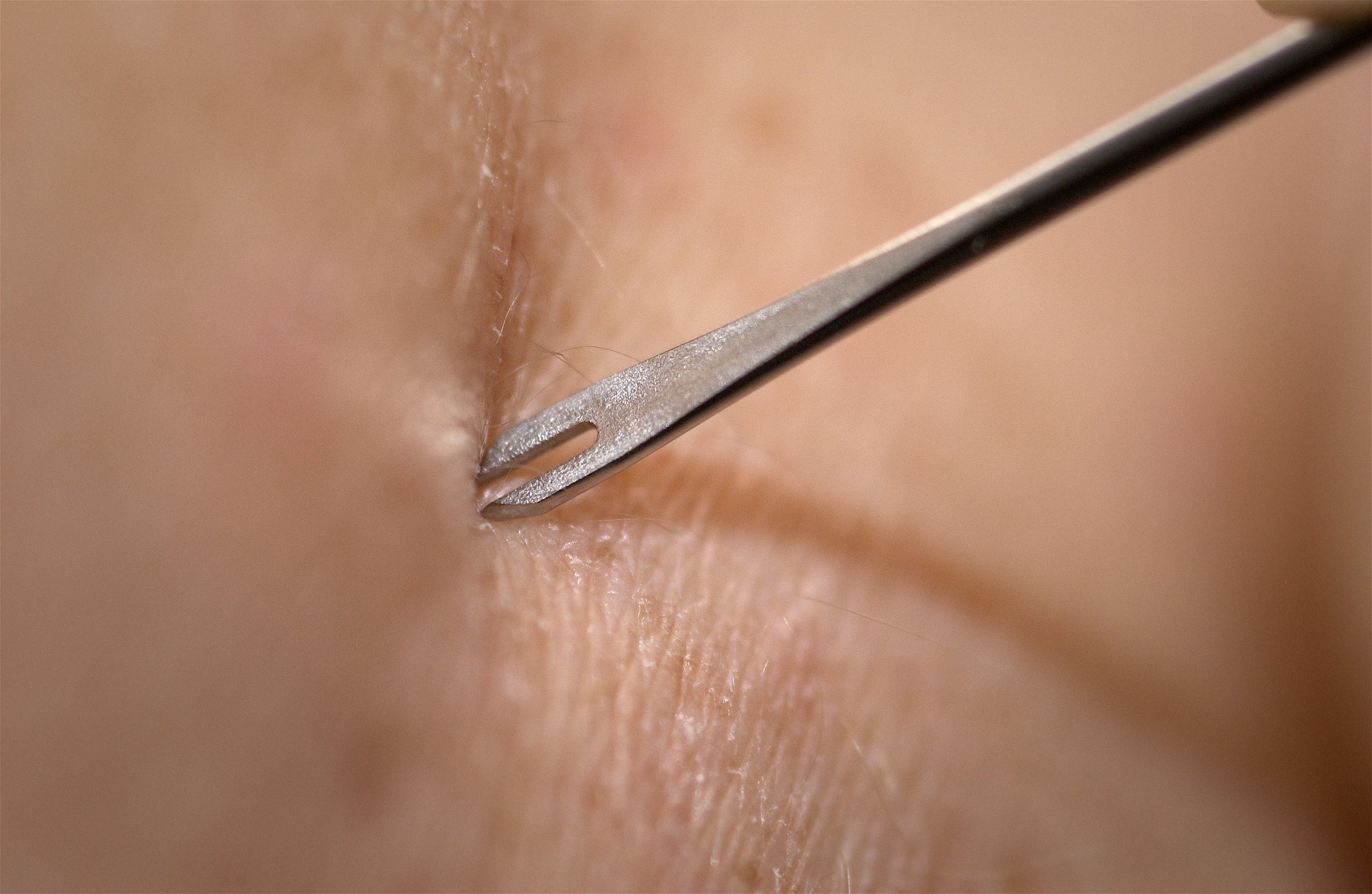
天花疫苗接種之情況（攝於2002年）。

現今採用的天花疫苗內含活痘苗病毒。它們透過雙頭針被植入皮膚（通常是上臂）。針會在數秒內刺入皮膚數次。若疫苗被成功植入，傷口會在3-4天裡出現又紅又癢的腫塊，一週後變為充滿膿液的水泡，兩週後乾涸結痂，第三週皮痂脫落成疤。由痘苗病毒激發的免疫力能有效抵抗諸如猴痘、牛痘、天花等的其他痘病毒的感染。首次接種疫苗的人會在第10天出現抗病毒體，而再接種者則只需七天。過往案例顯示，疫苗的有效率為95%；對首次接種者的有效期為3-5年。在上世紀五、六十年代，歐洲進行了一項旨在研究天花死亡率與疫苗接種期關係的調查。結果發現：曾在10年內接種疫苗的人士因患上天花而死的機會為1.3%；11-20年的為7%；20年以上的為11%；不曾接種的則為53%。
不過，由痘苗病毒製成的天花疫苗有一定的副作用。首次接受注射的人士有千分之一的機會出現不危及生命的不良生理反應，如過敏（多形性紅斑）及中毒；所有接種人士有兩千分之一的機會出現可能威脅生命的副作用；而疫苗所致的死亡率則僅為0.000198%（每一百萬人中的1-2名），死因多數為腦炎及針頭刺入處壞死。考慮到上述風險及天花病例的逐步減少，美國及歐洲分別於1972年及1970年代停止兒童疫苗接種。除此，美方亦分別於1976及1990年停止向醫護人員及新兵進行常規注射（被派遣中東及韓國的部隊除外）。到了1986年，所有國家均停止了常規天花免疫接種。現在，只有在高風險實驗室內工作的人員需接受常規注射。

## 診斷方式

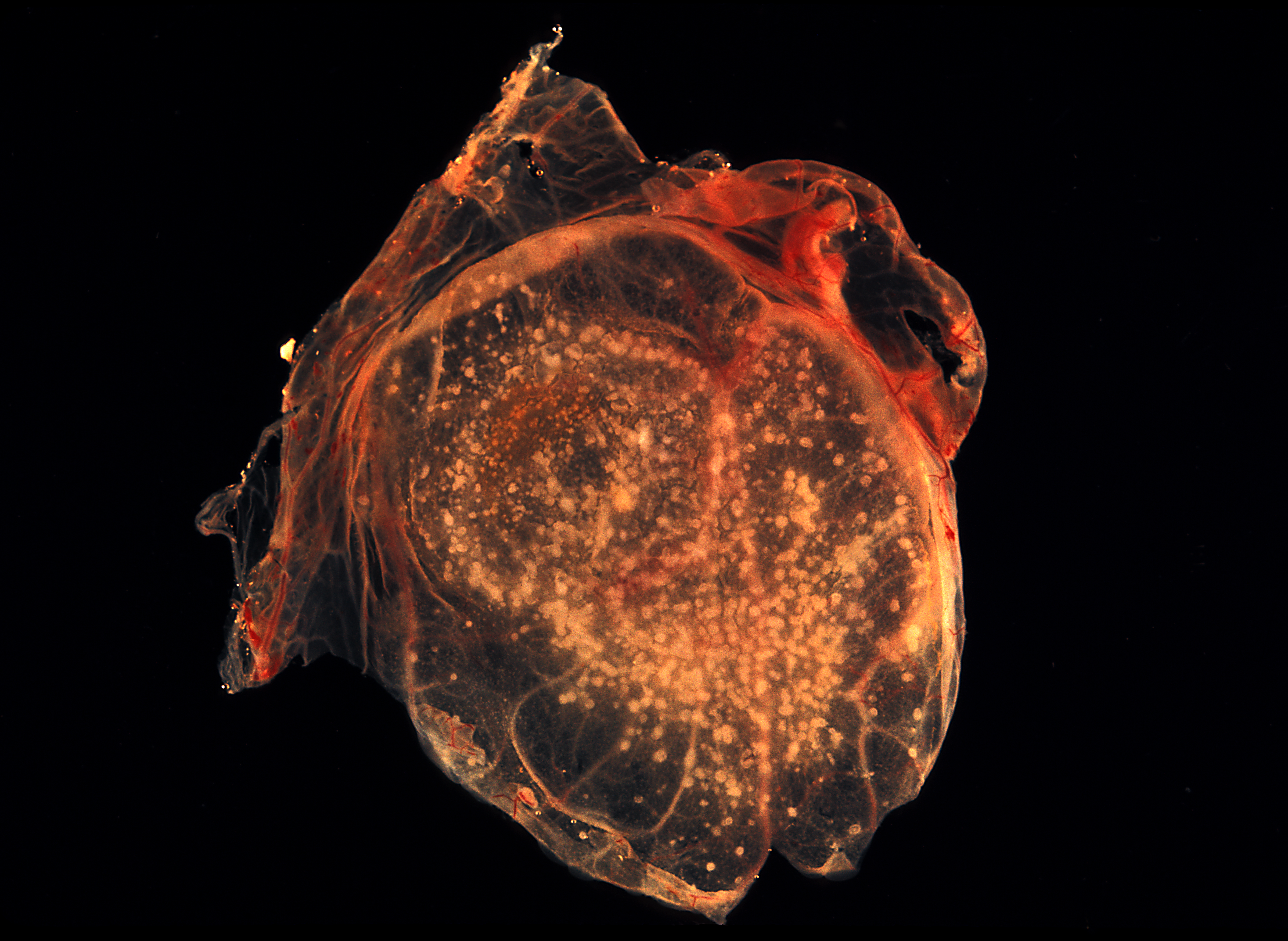
天花病毒在雞隻胚胎的絨毛尿囊膜上所引起之痘疤病變。

與天花（左半邊）不同，水痘（右半部）引起的皮疹主要集中在軀幹，而四肢、手心及腳心則甚少受到影響。

天花的臨床定義為“一種（在沒有其他明確因素下）先後引起 ≥38.3 °C（101 °F）高燒及獨特、深入皮層之皰疹的急性疾病”。醫護人員會按照此定義找出疑似天花病例，後會替他們安排接受實驗室測試。
痘病毒會在宿主細胞質裡分泌獨特的蛋白物，其中最主要的是痘病毒包涵體（這也是它們進行自我複製的平台）。專家可以輕易地在皮膚活檢中，辨認出已被蘇木精及伊紅染色的痘病毒包涵體。可是，就算沒有找到痘病毒包涵體，也不表示病人一定沒有罹患天花。實驗室人員也可以利用電子顯微鏡觀察從患者身上取得的膿皰或皮痂樣本，這可以協助他們確定患者不是受到形態相異的疱疹病毒的侵襲。不過，由於所有痘病毒的形態相若，此方法仍無法完全鎖定天花病毒。
絨毛尿囊膜病毒培植法為針對性診斷方式。專家需在特定溫度下培植病毒，透過觀察最後的痘疤病變，專家可以確定樣本中的病毒是否天花病毒。聚合酶鏈式反應及限制性片段長度多態性測試則能進一步鑑定天花的病毒株。除此，針對天花病毒的免疫球蛋白和抗原的血清測試及酵素結合免疫吸附分析法也起到一定的輔助功效。
以往，人們常把水痘誤視作天花。兩者有兩個明顯的分別：一是水痘不像天花般會長在病人的手心及腳心；二是水痘引發之膿疱大小不像天花般一致。除此，一些實驗室診斷方式也可以區分天花及水痘。

## 治療方案
治療天花的主要方法為疫苗注射。病人在感染病毒後的三天內接種疫苗，可有效減少甚至避免由天花引起的症狀；七天內注射也能提供一定的保護及改善患者的病情。除了疫苗，傷口看護、感染控制、體液補充、人工呼吸器協助等舒緩性治療能提升療效。惡性或出血型天花患者所需要的舒緩性療法與中風病人的一樣，而出現融合性皰疹的天花病人則需要處理燒傷的治療方案來舒緩病情。
目前沒有認可的治療天花藥物。不過，自上次大型天花疫症發生後，某些抗病毒藥物的功效已被大大改善。另有研究指出，西多福韋有潛力成為針對性的天花藥物，惟不足之處是此藥需靜脈注射且可導致腎臟中毒。

## 預後
| 病原體     | 類型   | 死亡率                                                        |
| ---------- | ------ | ------------------------------------------------------------- |
| 次天花病毒 | --     | ≤1%                                                           |
| 主天花病毒 | 緩和型 | ≤10%                                                          |
| 主天花病毒 | 典型   | 綜合：≈30% 不連續病變型：≤10% 半融合型：25-50% 融合型：50-75% |
| 主天花病毒 | 惡性   | ≥95%                                                          |
| 主天花病毒 | 出血型 | ≥95%                                                          |

不同形式的天花所造成的臨床死亡率有所參差：次天花病毒感染與緩和型天花甚少致命；最常見的典型天花之整體致死率約為30%；而惡性或出血型天花卻殺死了逾九成的患者。在典型天花死亡病例中，患者多於病發後的10-16天内死亡，死因可能為不正常的免疫複合物、失控的免疫反應或嚴重的病毒血症。在發燒後5-7天內死亡的出血型天花病人，死因通常為心衰竭（有時也包括肺水腫）；那些在8-10天後逝世的後期死亡病人，則多因持續性病毒血症、血小板嚴重流失及免疫力過於虛弱而死。惡性天花的致命原因如同嚴重皮膚燒傷，病人臨死前都會出現體液、蛋白質與電解質的過度流失，以及突發性敗血症。
天花病毒不會造成慢性或復發性感染，但會導致併發症或後遺症。這包括了從輕度支氣管炎到致命肺炎的呼吸系統疾病以及出現在臉部的永久疤痕。若天花引起的膿皰波及眼部，就有機會導致結膜炎、角膜炎、角膜潰瘍、虹膜炎、虹膜睫狀體炎和視神經萎縮；出血型天花還會導致結膜及視網膜出血。其中，有大約35-40%出現角膜炎及角膜潰瘍的人士永久失明。除此，2-5%罹患天花的兒童出現骨髓炎。肘部、脛骨及腓骨是最常受到影響的地方。這會造成骨骺骨膜分離。腫脹的關節會影響行動力；關節炎也會導致畸形肢體、強直狀關節、畸形骨骼、連枷狀關節和手指過度粗短。腦炎並不常發生（發病率僅為0.002%），有也多出現於成年人身上。其有機會導致短期的行動障礙。

## 歷史

### 命名過程
在汉语中，天花最早被命名为虏疮，因其是由东汉时南征越南带回的俘虏传回中国，此后其又有豌豆疮、痘疮、痘疹、百岁疮、圣疮、天行发斑疮、天痘、天疮、天花等名称。「豌豆疮」描绘其形状，「百岁疮」强调人生百年终难免染疫，「圣疮」侧重其变幻莫测，而「天行发斑疮」、「天痘」、「天花」等名称则认为其是天行时疫。另外，「天花」的「花」是指病人发病时的红点和皮疹色红似花。
天花的拉丁名稱為，源自意指“圓點”的或“疙瘩”的一字。英文世界一直稱其為“痘病”（Pox）或“赤瘟疫”（Red Plague），直到15世紀英國人首度使用一字為止（此稱呼旨在將之與時稱“大痘病”（Great Pox）的梅毒加以區分。

### 源流

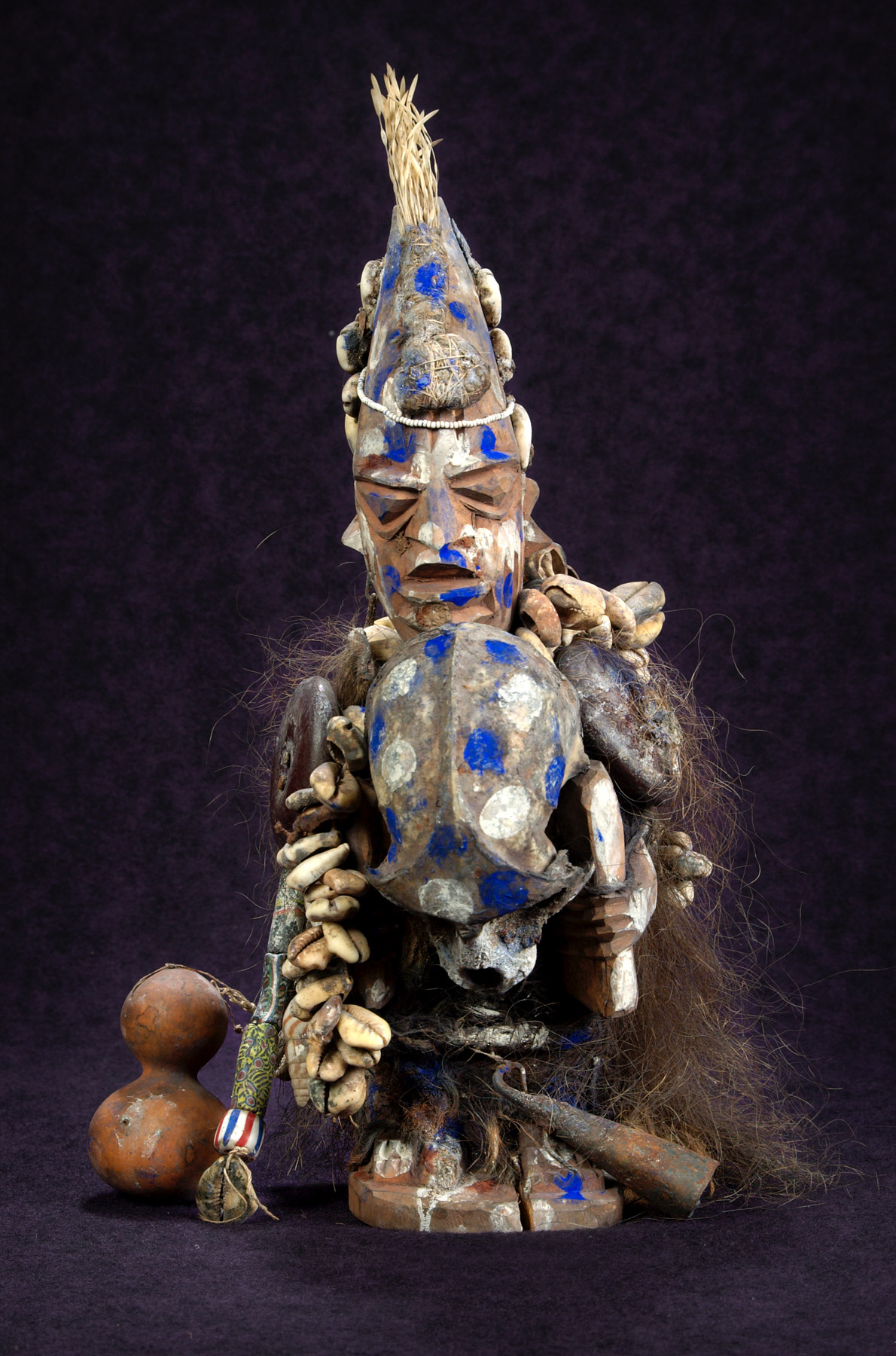
傳說約魯巴教中的“索破那神”製造了天花。

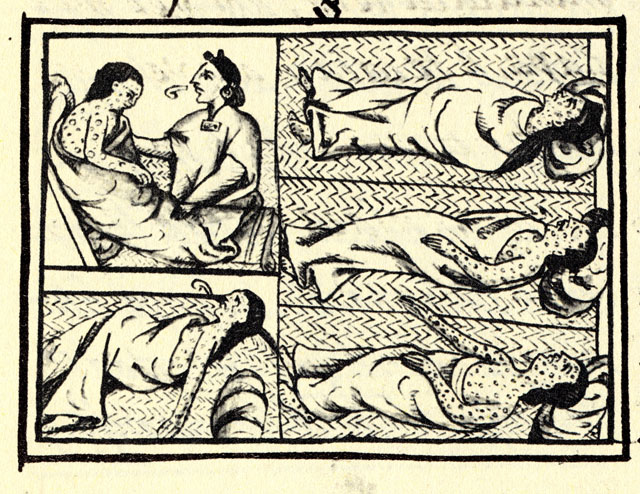
16世紀《佛罗伦萨手抄本》第十二冊（於1540至1585年編制）中的附文繪製圖。裡面顯示了墨西哥中部納瓦族罹患天花的情景。

古印度及古埃及或為天花的起源地。公元前1,500年的一份印度醫學文獻記載了一種疑似天花的疾病；古埃及法老拉美西斯五世（生活於公元前1,145年）的木乃伊上亦有天花的痕跡。據猜測，前往印度的埃及商人在公元前1,000年時將天花傳入了印度，至此之後，天花便成為了困擾當地逾兩千年的本土病。公元第1世紀，印度把天花帶入了古中國的西南部，可能在304年或317年前爆發。疾病更在五百年後蔓延至日本。文獻記載，735–737年日本一次天花大流行奪取了當地近三分之一人口的性命。這古老的傳染病同時影響了至少七種東方宗教的發展，例如：約魯巴教中的“索破那神”（Sopona）就被認為是“天花之神”。
目前沒有歷史文獻能清楚地告知天花入侵歐洲及亞洲西南部的時間。無論是新、舊約聖經還是古希臘及古羅馬的文獻，均沒有提及天花或疑似天花的疾病。有指源於埃及與埃塞俄比亞的“雅典瘟疫”或中止了迦太基之錫拉丘茲圍攻戰的那場瘟疫可能是天花。可是，某些專家質疑，若如此嚴重的傳染病真曾入侵地中海區域則不可能不被希波克拉底記錄在案。除此，曾於165至180年橫掃整個羅馬帝國的“安東尼瘟疫”有可能是天花。四百年後，都爾的額我略在描述發生於法國及意大利的瘟疫時，首度採用了（天花病毒）一稱。某些學者認為，阿拉伯軍隊是將天花病毒在第7至第8個世紀從非洲帶入西南歐的元兇。第9世紀，波斯醫生拉齊對天花下了詳細的定義。他也是第一個將天花與水痘及麻疹加以區分的人。中世紀期間，天花定期地出現於歐洲，但並沒有在當地扎根，直到歐洲人口膨脹及人流大增的十字軍東征時期。天花疫症於16世紀廣泛出現於歐洲。有學者認為，後來的歐洲殖民行動使得天花遍布世界各地。
在歐洲人西征之前，美洲的記錄裡並沒有提及疑似天花的疾病。天花先於1509年傳入伊斯帕尼奧拉島的加勒比島，後在1520年透過進入墨西哥的西班牙人入侵美洲大陸。疾病重創了當地的原住民，成為了西班牙成功征服阿茲特克及印加帝國的主因之一。這情況同樣促使了1633年麻省普利茅斯的登陸行動。可是，天花不但在原住民間流行，同時也感染了不少當地的歐洲殖民者。天花在美洲原住民間造成的死亡率高達八至九成。
澳洲最早於1789年出現天花，疾病於1829年死灰復燃。雖然天花在這段時期裡為當地原住民的最主要死因，但它從沒有成為當地的本土病。
到了18世紀中期，天花已成為了全球（除了澳洲）主要的流行病之一。在18世紀的歐洲，天花是奪取最多性命的疾病，每年約有400,000人因其而死。瑞典有10%的嬰兒死於天花，俄羅斯的比例或更高。英國、英屬北美殖民地及中國等廣泛採用人工種痘術的地區，疫情比其他國家輕，當地的富人甚至能免受疾病的影響。19世紀末，隨著天花疫苗面世，情況才真正得到全面的改善。與此同時，次天花病毒於美國及南非首度亮相。這個類型的天花病毒殺傷力比傳統的主天花病毒低，因為患者只會出現輕微的症狀；它亦會激發體內的免疫系統，使之產生能同樣對付主天花病毒的免疫力。由於被次天花病毒感染的人仍有相當的步行能力，故病毒被廣泛散播。到了20世紀中期，這兩個類型天花病毒同時出現於多個地區，間接地降低了天花的整體致死率。

### 撲滅過程

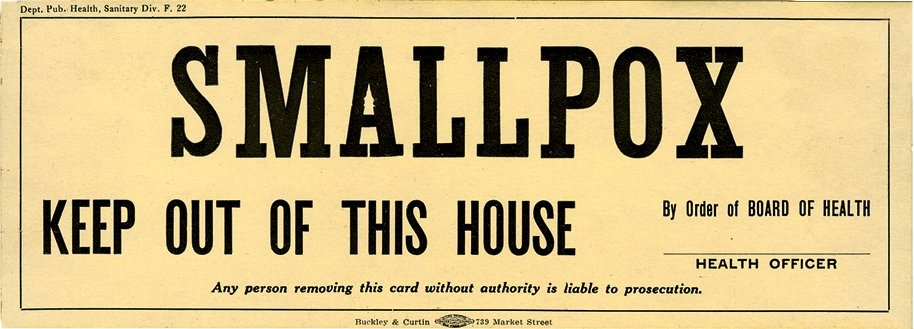
1910年加州天花隔離政策告示海報。

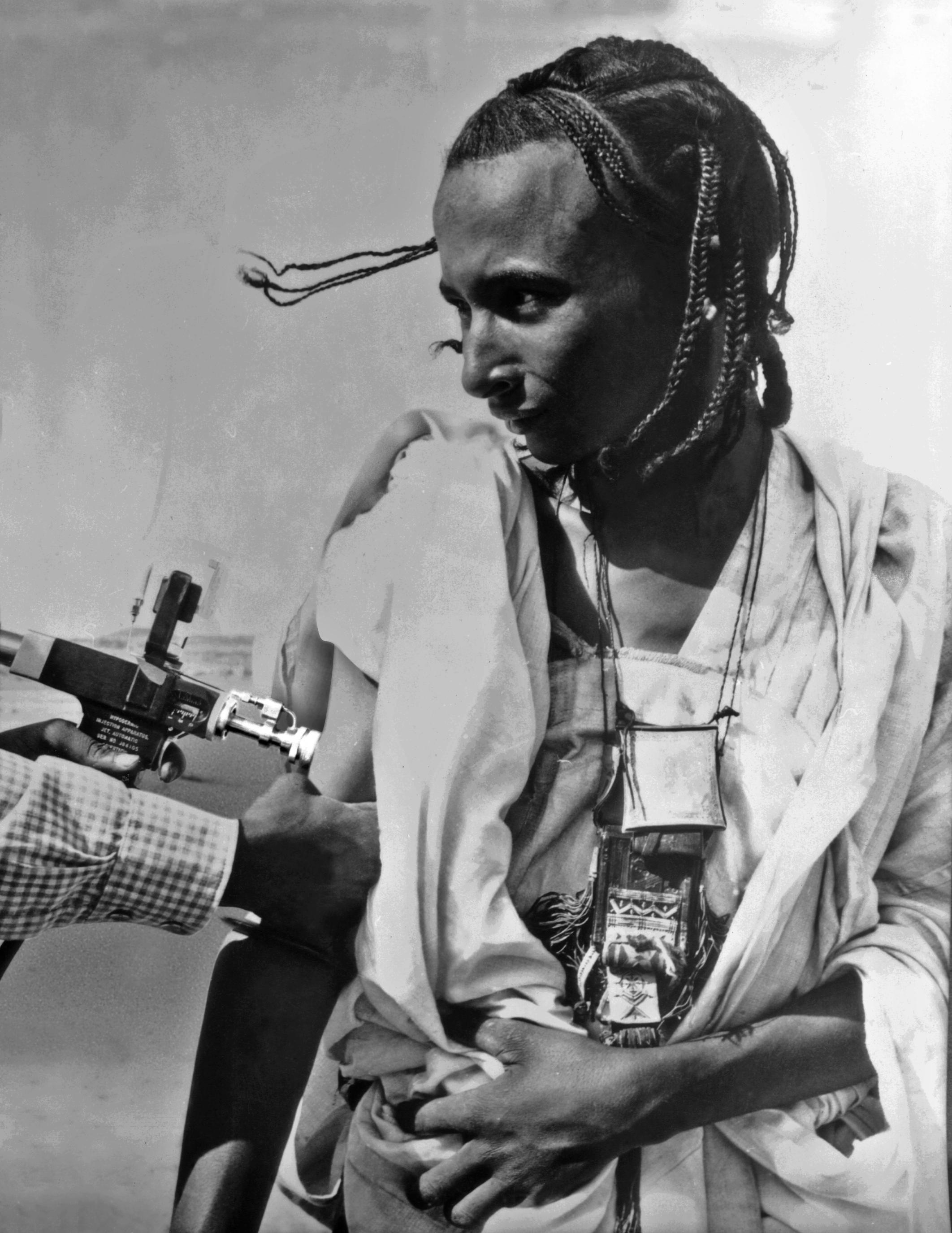
1969年尼日爾撲滅天花與麻疹防疫計劃中的疫苗注射行動。

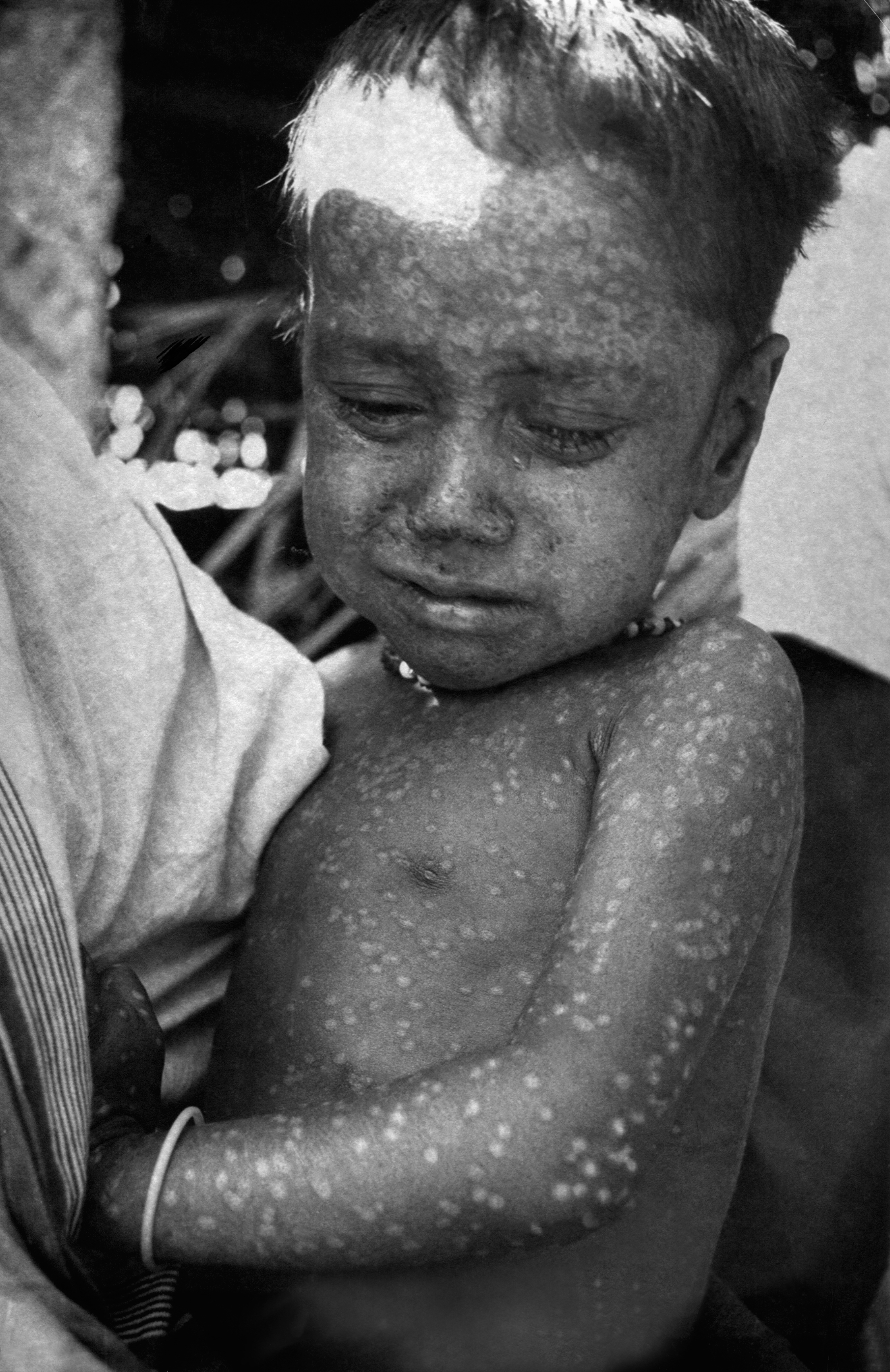
最後一位自然感染主天花病毒的病人——拉希马·巴努（1975年）。

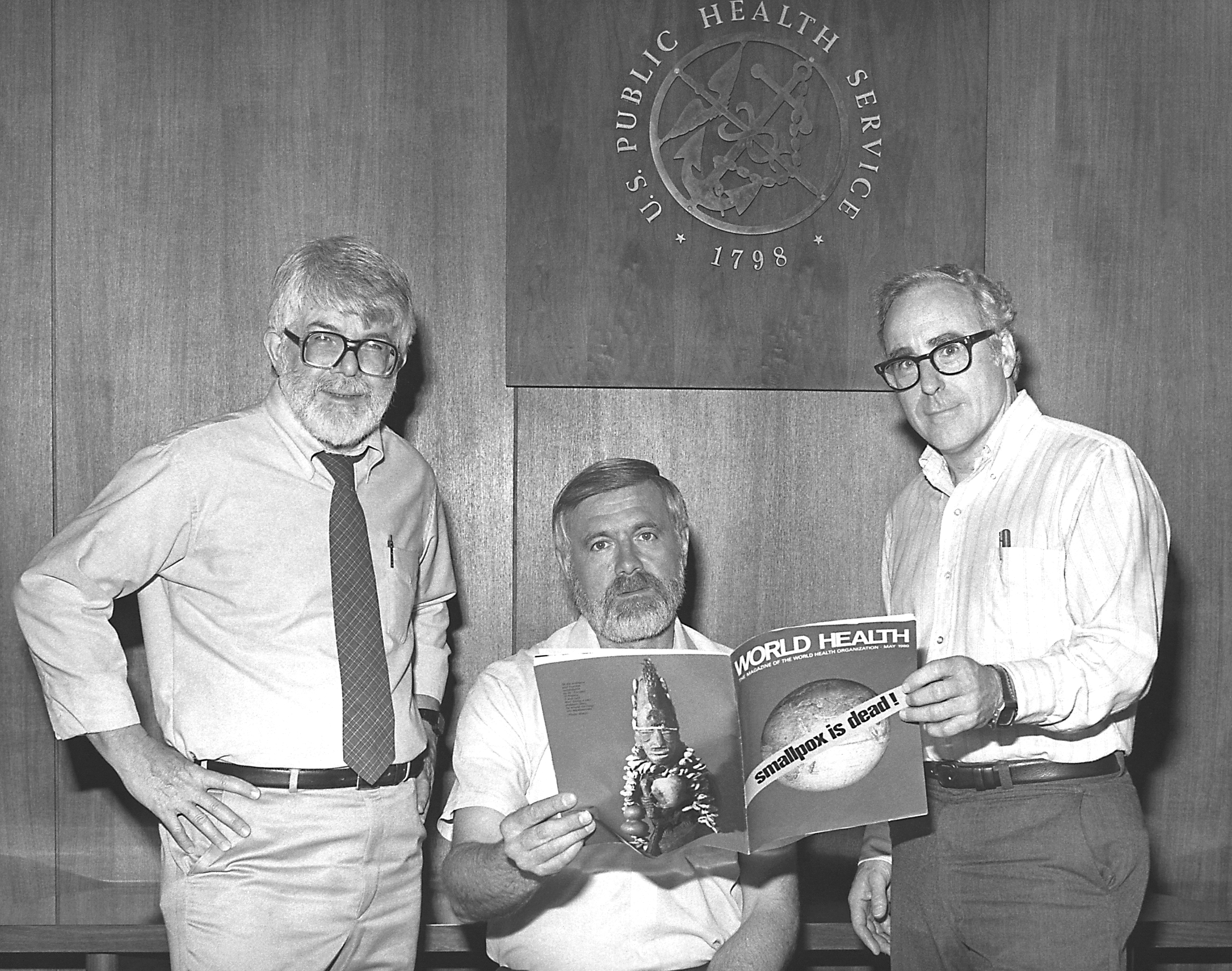
三位世衛撲滅天花計劃的主導者正在宣讀已成功撲滅天花的消息。從左至右：(1) J. Donald Millar (2) J. Donald Millar (3) J. Michael Lane

自從1796年英格蘭醫生愛德華·詹納證實了牛痘有效預防天花後，各地區均嘗試以此根除這種困擾人類文明甚久的疾病。1800年，詹納兒時的朋友兼同事——約翰·克林奇醫生將疫苗送到了紐芬蘭與拉布拉多聖三一城，展開了新世界的防疫工作。1803年，西班牙國王下令展開“包密斯遠征”計劃，力求將疫苗運送到其在菲律賓及美洲的殖民地以便進行有效的防疫工作。美國國會通過的《1813年疫苗法案》保證了當地的普羅大眾擁有接種疫苗的權利。四年後，荷屬東印度地區建立了非常嚴格的防疫方針。英屬印度也展開了疫苗接種計劃：他們希望在歐洲人員的監管下，讓印度醫護人員為大眾注射疫苗。不過，英國在印度與緬甸的防疫工作成效不彰。雖然有相關的法律及教育工作，但仍有很多民眾寧可相信傳統的人工種痘術。1832年，美國聯邦政府建立了美洲原住民疫苗接種計劃。十年後，英國政府全面禁止人工種痘術及開始推行強制接種疫苗方案，並於1853年通過了有關的議會法案。1843至1855年期間，美國各州分（以麻省為首）要求政府提供足夠的天花疫苗。雖遇到一部分人的反對，但防疫工作還是能順利進行。天花漸漸在富有國家消失：1897年，美國解除了天花的威脅；到了1900年，多個北歐國家亦宣布撲滅天花；1914年，所有工業國的天花病發率已降至低水準；1936年苏联扑灭境内天花。1972年，歐洲最後一次的天花疫症在南斯拉夫發生。不過，為保該病不會死灰復燃，有關地區未曾停止疫苗接種計劃，一直到1979年世衛宣布撲滅天花為止。澳洲及紐西蘭是兩個特別的例子：由於沒有受到廣泛的影響，他們沒有推行全民疫苗注射計劃，而是靠嚴格的隔離政策應付區內的病例。中國大陸最後一起天花案例是在1961年，台灣的最後一起天花病例則是在1955年。
為了撲滅天花，人們加大了防疫力度。泛美洲醫療組織在上世紀五十年代，推行了覆蓋整個南半球的天花撲滅行動，為（除了阿根廷、巴西、哥倫比亞及厄瓜多爾外）所有美洲國家解除了天花的威脅。1958年，蘇聯衛生部副部長維克托·米哈伊洛维奇·日丹諾夫在1958年世界衛生大會上呼籲全球在世卫组织领导下协调一致展開撲滅天花行動，該項建議 (Resolution WHA11.54) 於1959年獲得通過。在這期間，全球每年仍有約兩百萬人（主要集中在貧困國）因天花而步向死亡。可惜，該計劃成果令人失望：非洲及印度次大陸的疫情毫無起色。1966年，國際天花撲滅單位正式成立，並由美國醫學家唐納德·亨德森領導。一年後，世界衛生組織加大資金援助額至每年二百四十萬美元，並採用由捷克流行病學家卡雷爾·拉斯卡提倡的新疾病監測機制。
上世紀五十年代上半葉，每年約有五千萬名天花患者。要降低疫症的嚴重性，所有新確診患者均需被隔離，而曾與其有緊密接觸的人士亦均需接種疫苗（此被稱之為“圈內接種”）。計劃執行初期，社區病例監測不足是世衛面對的一大問題。因為有很多新增天花個案並沒有被上報，病人因而無法得到適當的治療。有見及此，世衛設立了國際醫療顧問團隊，專門負責協助各國政府進行健康監控及遏制政策。在1973年之前，所有疫苗均由蘇聯及美國提供，但後來大部分的發展中國家都有能力自製疫苗。
到了1975年，只有非洲之角仍持續受到天花的侵擾。其中，埃塞俄比亞及索馬里的防疫任務艱鉅。兩國缺少交通道路，而內戰、飢荒與難民則進一步拖慢了計劃的進展。最終，在澳洲微生物學家弗蘭克·芬納的指導下，兩地分別於1977年早及中期設立了嚴密的監測機制及執行了疫苗接種計劃。
最後一位自然感染主天花病毒的病人是拉希馬·巴努（一名孟加拉國的兩歲女童），她於1975年10月被確診受到感染；而最後一位自然感染次天花病毒的病人則是阿里·馬奧·馬阿林（一位索馬里的駐院廚師），他於1977年10月26日被確診。最後一次的天花爆發發生於1978年的英國伯明翰。是次事件共有兩宗病例，其中一人死亡。死者為從事醫學攝影師的珍妮特·帕克。她是在伯明翰大學醫學院感染了天花病毒，並於同年的9月11日病逝。該醫學院負責天花研究項目的教授亨利·貝德森其後自殺。這次爆發過後，全球所有實驗室裡的病毒樣本庫存均被銷毀，或轉移至具第四級生物安全防護水準的世衛實驗室、美國喬治亞州亞特蘭大的疾病控制與預防中心及俄羅斯新西伯利亚州科利佐沃的國家病毒學與生物技術研究中心。
經多番的實地考察後，數名曾到訪多國的科學家於1979年12月9日證實天花已經絕跡。1980年5月8日，世界衛生大會正式通過了此決議，決議案的首兩句寫道：“考慮了世衛於1958年啟動、1967年強化的撲滅天花行動的發展與成效後......我們在此宣布：人類已經擺脫了天花的纏繞——一種自文明初啟便導致數以萬計人死亡、失明、毀容的疾病；一種在10年前仍肆虐亞非與南美的疫症。”（世界衛生組織決議案）

### 撲滅後事記
1986年，世衛首次提議銷毀剩存的病毒樣本，後引起科學界的熱烈討論。原本的銷毀期限為1993年12月30日，後推後至1999年6月30日。不過，由於美國與俄羅斯堅持反對全部銷毀，故2002年的世界衛生大會同意暫存一小部分的病毒樣本作科研用途。部分科學家不贊同銷毀全部樣本的提議，他們覺得樣本非常具有科研價值且可以幫助人類開發更佳的抗病毒藥物及疫苗，防範將來可能發生的疫症。反之，2010年一個由世衛委任之公共衛生專家組成的團隊反對此說法，他們認為全部銷毀能避免不必要的風險，而且即使美俄兩國繼續保存病毒樣本也對改善全球公共衛生起不了多大的作用。整體而言，科學界（包括前世衛撲滅天花計劃的執行人員）傾向於後者的觀點。
2004年3月，人們在聖菲的一本有關美國內戰醫療議題的書籍內，發現了一個內含天花皮痂的信封。皮痂的主人是一位曾接種疫苗的患者。這給了美國疾病控制與預防中心一次機會去研究美國的天花疫苗接種史。
2014年7月，美國國立衛生研究院的工作人員在位於馬里蘭州一處實驗室的紙箱裡發現了幾小瓶被遺忘的天花病毒樣本。
2019年7月，俄羅斯國營病毒與生物技術研究中心「維克多」（Vector）發生氣體桶爆炸，引發火災。該中心為全球唯二儲存天花病毒地點之一。幸好建築物結構未有受損，也沒有天花病毒洩漏，火勢也於當天撲滅，僅有一名員工受傷。

## 社會文化議題

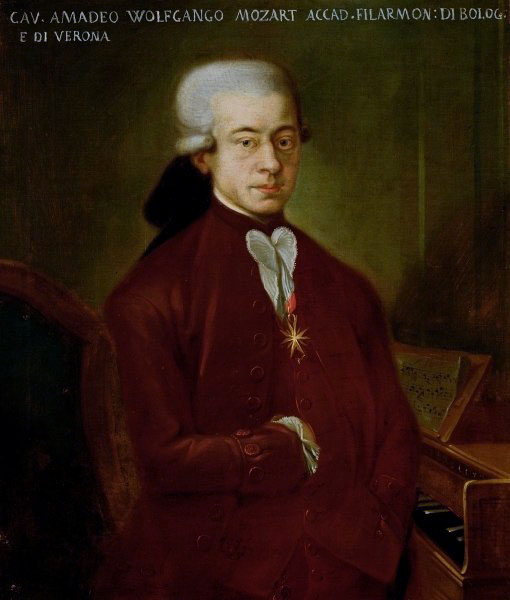
在奧地利，莫扎特在一場天花爆發中存活下來。这次事件中神聖羅馬帝國約瑟夫二世的皇后瑪麗亞·約瑟 （巴伐利亞州）沒能倖免於難。

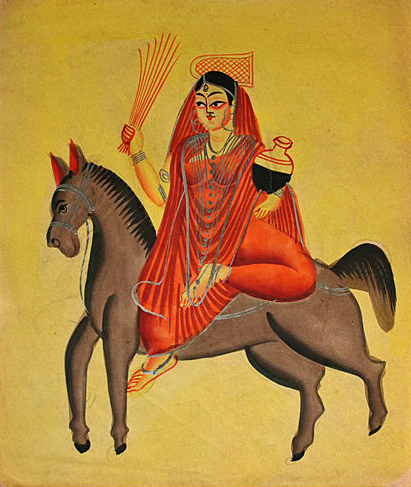
印度教中的天花之神“史塔拉”。傳說她既慈祥又邪惡。

### 生物武器
不少國家曾考慮在戰爭中使用天花作為生物武器。1754-1763年的皮特堡圍攻戰期間，英國人曾考慮利用天花對抗法國及其美洲原住民盟友。根據威廉·特倫特（一位當地的商人）於1763年6月24日寫下的日記，德拉瓦族曾派遣兩位酋長要求英人停戰，臨走時英方代表給了他們取自天花醫院的兩條毯子與一個手帕。至於這是不是一次官方下令的生物戰行動則不得而知，但多數歷史學家並不認為此舉能有效地散播病毒。除此，有指英國也曾在美國獨立戰爭中派遣已具免疫力的天花患者去感染美國軍隊。《澳洲研究雜誌》上一篇由獨立研究者撰寫的論文表示，英海軍曾於1789年嘗試使用天花病毒對付新南威爾斯的土著部落，《醫學歷史公報》也有提及這個議題。不過，由於當時的人常將輕度天花與水痘混淆，故此生物戰是否真出現則具爭議性。二次世界大戰期間，美、英、日三國的科學家都曾嘗試研發天花武器，但因考慮到疫苗的廣泛度而從沒有大規模地使用。1947年，蘇聯在距離莫斯科東北75公里的謝爾吉耶夫鎮設立了天花武器開發廠。二十四年後，於鹹海一座小島上進行的生物測試不幸發生意外，導致了天花爆發。在國際輿論壓力下，蘇方允許美英科學團隊視察其生物製品部門的四個主要設施，雖說有關團隊最終被當地的科學家拒絕入門。1992年，蘇聯生物武器專家肯·阿里貝克堅稱蘇方已儲存了20噸抗疫苗性的天花武器製品，亦準備了彈頭將之散播，但此說法從沒有獲得第三方的驗證。1997年，俄國政府宣布將所有剩存的天花病毒樣本移至國家病毒與生物科技研究中心。隨著蘇聯的解體及無數前蘇聯生物武器專家失業，美國政府擔心天花武器的研究資料可能已落入恐怖分子手中。除此，也有人擔憂人工基因合成法可使用基因組的電子存檔結合任何現存之痘病毒使天花病毒重新面世。因此，要求加強法律監管私藏天花病毒樣本及徹底消除所有天花病毒資料的意見此起彼落。

### 著名病例
歷史上有不少名人感染天花。除了古埃及法老拉美西斯五世之外，英國女王伊丽莎白一世、俄羅斯皇帝彼得二世及彼得三世均為天花患者。雖然彼得二世最後不敵病魔，但彼得三世與其妻子卻能康復。不過，基於擔心王位繼承者保羅一世的安危，彼得三世的妻子邀請了一位蘇格蘭醫生為她及保羅進行人工接種術，並將之推廣至民間。美國總統喬治·華盛頓、安德魯·傑克遜及亞伯拉罕·林肯也都患上過天花：華盛頓是在到訪巴巴多斯時染病；傑克遜是在獨立戰爭時的英軍監獄中發病；而林肯則應該是從他兒子處沾染了病毒。匈牙利詩人克爾切伊·費倫茨及奧地利音樂家莫扎特是曾感染天花的文藝人。
在亞洲地區，中國清代蒙古輝特部首領阿睦爾撒納，顺治帝和同治帝（有傳死於梅毒）也是因染天花而死，而康熙帝幼年曾感染天花後痊癒 (亦是其中一個令其被選為皇位繼承人的原因)。日本戰國時代的大名伊達政宗因幼年感染天花導致右眼失明。

### 宗教信仰
“痘疹娘娘”為古代中國民間信仰中，施展天花咒語的神靈，人們避之則吉。除夕夜，兒童在臨睡時需配戴面具遮掩容貌，避免在夜裡引起娘娘的注意。若有人罹患了天花，人們會在病人的家裡放置聖壇，祈求疾病能盡快消失。若病人成功康復，他們會用紙製的椅子或船把聖壇運走，將之焚燒；若病人不幸死去，他們會對其施咒，趕走娘娘。明末崇禎年間，江西名醫喻昌（1585-1664）在其著作《寓意草》記載顧諟明的次子感染天花，“其痘苗淡紅磊落，中含水色，明潤可愛，且顆粒稀疎，如晨星之麗天。”有醫生說是「狀元痘」，乃是明清痘醫看痘文化的一種說法。
古印度同樣有這樣的天花之神，即深受人們敬畏的“史塔拉”。畫像顯示，她右手執有能散播天花病毒的掃帚，左手同時拿着可舒緩病情的聖水瓶。印度人不論健康與否都會到聖壇拜祭，祈求自己能遠離病魔。有些人為了避免天花之神入屋，會在自己的房頂擺放食物及食水，用以供奉及打發祂走。
日本、非洲等地沒有這類受人們拜祭的天花之神，取而代之的是深受人們厭惡的疱瘡神。當地人相信紅色能驅趕疱瘡神，故病患者都會用紅色物件佈置家裡。此習俗在12世紀傳到了歐洲，曾獲及採用。